# 黄海峰
黄海峰（1916年11月16日—1941年3月4日），朝鲜族，吉林磐石人，东北抗日联军第一路军警卫旅一团政委。

## 早年生涯
1916年11月16日，黄海峰出生于吉林省磐石县石嘴子村一个贫苦农民家庭，是家中最小的孩子，上有3个哥哥。1930年，黄海峰小学毕业后升入中学。1931年九一八事变后，他参加了中共磐石中心县领导的反日运动，1932年春加入磐石游击队。同年6月4日，“磐石工农反日义勇军”成立后，他成为磐石义勇军首批队员，后加入中国共产党。:281:382-383:186
1932年11月，磐石义勇军被改编为“中国工农红军第三十二军南满游击队”后，他被编入教导队。1933年6月，南满游击队攻打大兴川，黄海峰加入了冲锋队，战斗表现得到大家赞许。同年9月18日南满游击队扩编成东北人民革命军第一军独立师时，他被杨靖宇点名编入负责司令部保卫任务的政治保安连，不久升任分队长、小队长。1934年11月，东北人民革命军第一军正式成立后，他被任命为军部保卫队队长。1935年4月，保卫队和教导队被合并扩编为第一教导团，年仅19岁的黄海峰被任命为团政治部主任。:281-283:384:186

## 抗联一路军时期
1936年7月，东北人民革命军第一军改编为东北抗日联军第一军，此后一军与抗联二军在河里会议后合并成立东北抗日联军第一路军。黄海峰任第一路军第一军教导团政治部主任。同年9月，教导团与左子元的第十一独立师奉命攻打宽甸县东部鸭绿江边的大荒沟驻军。由于鸭绿江对面就驻有日军。黄海峰等人乔装成日本军官、治安军和土匪没费一颗子弹，智取大荒沟，缴获大量枪支与物资。:283:383:186-187
1937年7月16日，一军教导团政委安光浩在战斗中牺牲。黄海峰接任团政委之职。由于政治部主任一职没安排接班人，他实际上是身兼两职。同年10月31日，他与团长许国有在宽甸县双山子伏击日军车队，击毙水出大队长等20余人，击毁军车两辆。此后，他率部在本溪南营房、桓仁雅河口多次取得游击战胜利。1938年1月，教导团随军部重返辑安（今集安市）开展游击战。同年6月12日，他率部400余人在家什房子沟口伏击全歼前去增援蚊子沟战斗的驻辑安索旅32团1营200余人，受到表扬。:284-285:385-386:187
1938年7月中旬，一军一师师长程斌叛变后，抗联一路军改编为3个方面军和一个警卫旅。黄海峰任警卫旅第一团政委。同10月，一路军司令部和警卫旅在临江县山区被重重包围，面临被全军歼灭的危险。黄海峰率两个排的敢死队在18日凌晨突袭，活捉敌军连长，使得一路军成功突围。1939年3月，一团团长许国有牺牲，黄海峰开始一人肩负全团的领导工作。:285-286:386-387:187-188
1939年秋，日军开始动用数十倍的兵力围剿一路军杨靖宇总司令部。为帮助总司令部摆脱困境，黄海峰跟随韩仁和的警卫旅在1940年1月初祥作杨靖宇主力冲出重围北上。同年3月，他随韩仁和一起攻打了桦甸县红石砬子，五常县拉林河森林警察队、驻香水河子日军山茂部队，后又参加了宁安县鹿道和镜泊湖北湖头等战斗。1941年3月4日，黄海峰在宁安县烟筒沟战斗中牺牲，时年24岁。:286-287:388 -389:188